# الدوري الألماني الدرجة الثالثة 2013–14
الدوري الألماني الدرجة الثالثة 2013–14 (بالألمانية: 3. Fußball-Liga 2013/14)‏ هو الموسم 6 من الدوري الألماني الدرجة الثالثة. أقيم خلال الفترة 19 يوليو 2013 وحتى 10 مايو 2014، وأشرف على تنظيمه اتحاد ألمانيا لكرة القدم، وكان عدد الأندية المشاركة فيه 20، وفاز فيه نادي هايدنهايم.